# Rio Devrez
O rio Devrez é um rio da Turquia, afluente do rio Quizil-Irmaque (Hális). O seu nome na língua hitita era Dahara..
O seu regime de escoamento é irregular, pois com o início das chuvas da primavera e a neve a derreter verifica um grande aumento de caudal.